# Військово-морські сили Греції
Військо́во-морські́ си́ли Греції (грец. Πολεμικό Ναυτικό) — військово-морські сили Збройних сил Грецької Республіки, призначені для охорони і оборони морського простору держави, а також для ведення морської війни і вогневої підтримки бойових дій сухопутних військ. У воєнний час у розпорядження ВМС Греції може надходити Грецька берегова охорона.

## Озброєння

### Надводна компонента
У квітні 2020 року Греція отримала від США чотири катери Mark V зі складу Військово-морського флоту США .
У серпні 2020 року до складу ВМС Греції ввели ракетний катер HS Ypoploiarchos Karathansis (P-78), що через фінансові труднощі будували понад 10 років .
27 жовтня 2020 року один з наявних тральщиків Kallisto (M63) ВМС Греції було втрачено через зіткнення з торговим судном Maersk Launceston .
20 серпня 2021 року Військво-морські сили Греції отримали корабель загального забезпечення AIAS, який передали національному флоту в якості пожертви.
Судно загальної підтримки AIAS, це колишній PSV Wilson Atlantic (побудований у 2003 році), має широкий спектр можливостей для підтримки підрозділів ВМС, оперативного планування та реалізації багатотипних місій, а не лише залучення до логістики.
Це третя пожертва такого типу, рівно через рік після доставки другого корабля загальної підтримки HERACLES до ВМС Греції та лише через двадцять місяців після першого переданого судна ATLAS I.
28 вересня 2021 року французька суднобудівна компанія Naval Group уклала контракт з грецьким урядом на поставку трьох фрегатів типу FDI HN з опціоном на ще один для потреб ВМС Греції .
Всі три фрегати мають бути поставлені у 2025-2026 роках.
Крім французької компанії учасниками тендеру була американська корпорація Lockheed Martin з багатоцільовим кораблем на базі класу LCS, нідерландська Damen Group з проєктом Sigma 11515, британська Babcock International з фрегатами класу Type-31, німецька ThyssenKrupp з фрегатами типу MEKO A200NG (або MEKO A300) та італійська Fincantieri з фрегатами типу FREMM.
В листопаді 2021 року Міноборони Греції підписало лист про можливу передачу двох фрегатів класу «Karel Doorman» та шести мінних тральщиків класу «Alkmaar» з наявності Королівських ВМС Нідерландів.

### Авіація
В липні 2020 року для ВМС Греції замовили чотири MH-60R Seahawk, а в листопаді того ж року ще три таких гелікоптери.
У травні 2021 року Греція отримала перший модернізований багатоцільовий гелікоптер S-70 Aegean Hawk, загалом Військово-морські сили Греції отримають 11 капітально відремонтованих та модернізованих бортів .

## Військові звання у військово-морських силах Греції
| Офіцери та адмірали ВМС Греції | Офіцери та адмірали ВМС Греції | Офіцери та адмірали ВМС Греції | Офіцери та адмірали ВМС Греції | Офіцери та адмірали ВМС Греції | Офіцери та адмірали ВМС Греції   | Офіцери та адмірали ВМС Греції | Офіцери та адмірали ВМС Греції   | Офіцери та адмірали ВМС Греції      | Офіцери та адмірали ВМС Греції | Офіцери та адмірали ВМС Греції                         |
| OF-9                           | OF-8                           | OF-7                           | OF-6                           | OF-5                           | OF-4                             | OF-3                           | OF-2                             | OF-1                                | OF-1                           | OF(D)                                                  |
| ------------------------------ | ------------------------------ | ------------------------------ | ------------------------------ | ------------------------------ | -------------------------------- | ------------------------------ | -------------------------------- | ----------------------------------- | ------------------------------ | ------------------------------------------------------ |
| Ναύαρχος (Адмірал)             | Αντιναύαρχος (Віце-адмірал)    | Υποναύαρχος (Контр-адмірал)    | Αρχιπλοίαρχος (Комодор)        | Πλοίαρχος (Капітан I рангу)    | Αντιπλοίαρχος (Капітан II рангу) | Πλωτάρχης (Капітан III рангу)  | Υποπλοίαρχος (Капітан-лейтенант) | Ανθυποπλοίαρχος (Старший лейтенант) | Σημαιοφόρος (Лейтенант)        | Σημαιοφόρος Επίκουρος Αξιωματικός (Молодший лейтенант) |
|                                |                                |                                |                                |                                |                                  |                                |                                  |                                     |                                |                                                        |
|                                |                                |                                |                                |                                |                                  |                                |                                  |                                     |                                |                                                        |

| Старшинський та матроський склад флоту | Старшинський та матроський склад флоту      | Старшинський та матроський склад флоту | Старшинський та матроський склад флоту | Старшинський та матроський склад флоту | Старшинський та матроський склад флоту | Старшинський та матроський склад флоту | Старшинський та матроський склад флоту | Старшинський та матроський склад флоту | Старшинський та матроський склад флоту |
| OR-9                                   | OR-8                                        | OR-7                                   | OR-6                                   | OR-6                                   | OR-4                                   | OR-4                                   | OR-1                                   | OR-1                                   |                                        |
| -------------------------------------- | ------------------------------------------- | -------------------------------------- | -------------------------------------- | -------------------------------------- | -------------------------------------- | -------------------------------------- | -------------------------------------- | -------------------------------------- | -------------------------------------- |
| Ανθυπασπιστής Молодший лейтенант       | Αρχικελευστής Головний корабельний старшина | Επικελευστής Головний старшина         | Κελευστής Старшина I статті            | Κελευστής Старшина I статті            | Δίοπος Старшина II статті              | Δίοπος Старшина II статті              | Ναύτης Матрос                          | Ναύτης Матрос                          |                                        |
|                                        |                                             |                                        |                                        |                                        |                                        |                                        |                                        |                                        |                                        |
|                                        |                                             |                                        |                                        |                                        |                                        |                                        |                                        |                                        |                                        |